# زین‌الدین ماشاش
زین‌الدین ماشاش (فرانسوی: Zinédine Machach‎؛ زادهٔ ۵ ژانویهٔ ۱۹۹۶) بازیکن فوتبال اهل فرانسه است.
از باشگاه‌هایی که در آن بازی کرده‌است می‌توان به تولوز، مارسی، ناپولی، کارپی و کروتونه اشاره کرد.